# 城区 (大同市)
城区（じょう-く）は中華人民共和国山西省大同市に位置していた市轄区。

## 行政区画
- 街道:東街街道、南街街道、西街街道、北街街道、南関街道，北関街道、新建南路街道、新建北路街道、振華街街道、新華街街道、大慶路街道、西花園街道、老平旺街道、向陽里街道、開源街街道